# Papà chioccia
Papà chioccia  (Papa Poule; anche Les aventures de Papa Poule) è una serie televisiva francese in 12 episodi trasmessi per la prima volta nel corso di 2 stagioni dal 1980 al 1982.
È una sitcom incentrata sulle vicende di Bernard Chalette, quarantaduenne designer nella pubblicità, lasciato solo a crescere i suoi quattro figli da due matrimoni diversi: Julienne, Paul, Eva e Claire.

## Personaggi e interpreti
- Bernard Charlette / Papà chioccia (1980-1982), interpretato da Sady Rebbot.
- Julienne (1980-1982), interpretata da Corinne Hugnin.
- Paul (1980-1982), interpretato da Geoffroy Ville.
- Claire (1980-1982), interpretato da Raphaëlle Schacher.
- Èva (1980), interpretata da Suzanne Legrand.
- Charlotte (1980-1982), interpretata da Juliette Mills.
È una delle due ex mogli di Bernard.
- La grand-mère (1980-1982), interpretata da Madeleine Barbulée.
È la mamma di Bernard.
- Raoul (1980-1982), interpretato da Jean Lescot.
- Jenny (1980-1982), interpretata da Eva Renzi.
- Le voisin (1980-1982), interpretato da Jacques Rispal.
- Bidault (1980), interpretato da Philippe Mareuil.
- Mme Gerbert (1980), interpretato da Michèle Moretti.
- Solange (1980), interpretato da Danièle Ajoret.
- Agente di sicurezza (1980), interpretato da Gérard Darrieu.
- Lambert (1980), interpretato da Michel Tureau.
- M. Pera (1980-1982), interpretato da Samson Fainsilber.
- Direttrice della scuola Françoise Morhange.

## Produzione
La serie, ideata da Roger Kahane, fu prodotta da Antenne-2 e Société Française de Production (SFP)  Le musiche furono composte da Didier Vasseur.

## Distribuzione
La serie fu trasmessa in Francia dal 17 ottobre 1980 al 15 ottobre 1982 sulla rete televisiva Antenne 2. In Italia è stata trasmessa con il titolo Papà chioccia.

## Episodi
| Stagione         | Episodi | Prima TV Francia |
| ---------------- | ------- | ---------------- |
| Prima stagione   | 6       | 1980             |
| Seconda stagione | 6       | 1982             |